# Ceophyllus monilis
Ceophyllus monilis är en skalbaggsart som beskrevs av Leconte 1849. Ceophyllus monilis ingår i släktet Ceophyllus och familjen kortvingar. Inga underarter finns listade i Catalogue of Life.